# Девісборо (Джорджія)
Девісборо (англ. Davisboro) — місто (англ. city) в США, в окрузі Вашингтон штату Джорджія. Населення — 1832 особи (2020).

## Географія
Девісборо розташоване за координатами 32°58′53″ пн. ш. 82°36′13″ зх. д. / 32.98139° пн. ш. 82.60361° зх. д. (32.981412, -82.603571).  За даними Бюро перепису населення США в 2010 році місто мало площу 7,91 км², з яких 7,90 км² — суходіл та 0,01 км² — водойми.

## Демографія
Згідно з переписом 2010 року, у місті мешкало 2010 осіб у 168 домогосподарствах у складі 123 родин. Густота населення становила 254 особи/км².  Було 203 помешкання (26/км²).
Расовий склад населення:
| - 61,5 % — чорних або афроамериканців - 36,4 % — білих - 0,4 % — азіатів - 1,2 % — осіб інших рас |

До двох чи більше рас належало 0,5 %. Частка іспаномовних становила 7,0 % від усіх жителів.
За віковим діапазоном населення розподілялося таким чином: 5,8 % — особи молодші 18 років, 91,0 % — особи у віці 18—64 років, 3,2 % — особи у віці 65 років та старші. Медіана віку мешканця становила 35,9 року. На 100 осіб жіночої статі у місті припадало 694,5 чоловіків;  на 100 жінок у віці від 18 років та старших — 886,5 чоловіків також старших 18 років.
Середній дохід на одне домашнє господарство  становив 42 040 доларів США (медіана — 29 318), а середній дохід на одну сім'ю — 48 666 доларів (медіана — 37 708). За межею бідності перебувало 21,6 % осіб, у тому числі 35,9 % дітей у віці до 18 років та 16,5 % осіб у віці 65 років та старших.
Цивільне працевлаштоване населення становило 171 осіб. Основні галузі зайнятості: освіта, охорона здоров'я та соціальна допомога — 30,4 %, роздрібна торгівля — 19,9 %, публічна адміністрація — 18,1 %.